# Gymnomacha
Gymnomacha é um gênero de mariposa pertencente à família Acrolepiidae.